# Imperio Argentina

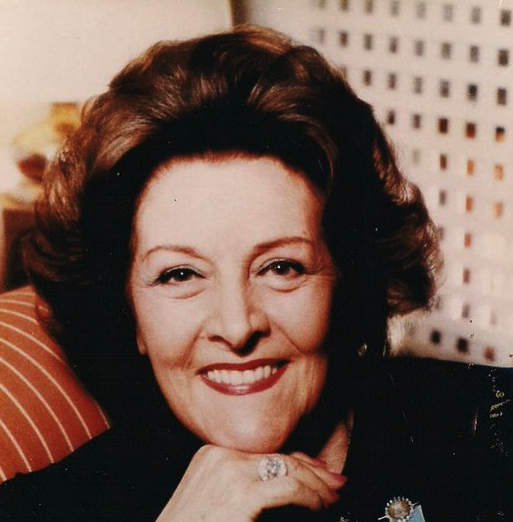
Imperio Argentina (vor 1993)

Imperio Argentina eigentlich Magdalena Nile del Río (anhörenⓘ; * 26. Dezember 1906 in Buenos Aires, Argentinien; † 22. August 2003 in Benalmádena in der Nähe von Málaga, Spanien) war eine argentinisch-spanische Sängerin, Tänzerin und Filmschauspielerin.
Die Königin des Liedes war eine der bekanntesten spanischsprachigen Sängerinnen. Magdalena Nile del Río wurde im Tango-Viertel San Telmo in Buenos Aires geboren. Sie war die Tochter eines Gitarristen aus Gibraltar und einer spanischen Schauspielerin. Bereits mit sechs Jahren begann ihre Karriere als Sängerin.
Ihr Ehemann war der Regisseur Antonio Martinez del Castillo, genannt Florián Rey. Mit ihm drehte sie in den 1930er Jahren viele spanische Filme, davon auch einige 1938/1939 in Berlin. Adolf Hitler, einer ihrer Anhänger, der sie bereits als Tänzerin in dem in Aragonien spielenden Film Nobleza Battura (1935) von Florián Rey gesehen hatte, bot ihr an, sich in Deutschland niederzulassen. Sie lehnte das ab, da sie nicht für die Propagandazwecke des Nationalsozialismus herhalten wollte. Auch den Wechsel vom Schwarz-Weiß- zum Farbfilm erlebte sie. Im Jahr 1992 sang sie neben Rocío Jurado im Musical Azabache, das für die Expo 92 organisiert wurde.
Imperio Argentina starb in Südspanien an einem Herzleiden.

## Filmografie (Auswahl)
- 1927: La hermana San Sulpicio (Stummfilm, Spanien)
- 1932: Melodia de Arrabal (Frankreich) mit Carlos Gardel
- 1935: Nobleza Battura
- 1938: Andalusische Nächte (Deutschland/Spanien)
- 1940: Hinter Haremsgittern (Deutschland/Spanien)
- 1942: Tosca (Italien)
- 1986: Tata mía (Spanien)